# Igrzyska Imperium Brytyjskiego 1938
     państwa debiutujące
     państwa, które brały już udział w Igrzyskach

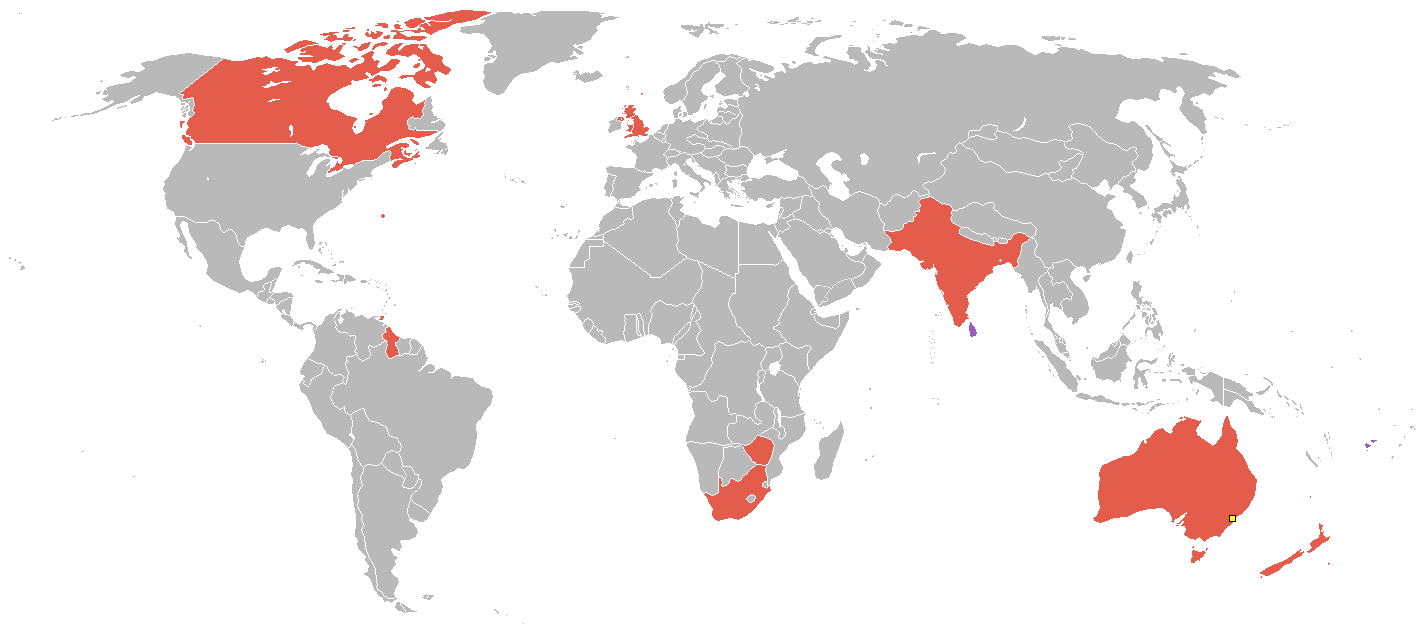
Państwa biorące udział w III Igrzyskach Imperium Brytyjskiego:
państwa debiutujące
państwa, które brały już udział w Igrzyskach

III Igrzyska Imperium Brytyjskiego odbyły się w 1938 roku w Sydney. Ceremonia otwarcia imprezy odbyła się na Sydney Cricket Ground.

## Uczestnicy igrzysk
W Igrzyskach wzięło udział 466 sportowców z 15 reprezentacji.
| - Anglia - Australia - Bermudy - Cejlon Brytyjski - Fidżi | - Gujana Brytyjska - Indie Brytyjskie - Irlandia Północna - Kanada - Nowa Zelandia | - Rodezja Południowa - Szkocja - Trynidad i Tobago - Walia - Związek Południowej Afryki |

## Dyscypliny i wyniki
Zawodnicy uczestniczyli w 71 konkurencjach siedmiu dyscyplin sportowych. Po ośmiu latach do programu igrzysk wróciło wioślarstwo.
- Boks
- Bowls
- Kolarstwo
- Lekkoatletyka
- Sporty wodne
- Wioślarstwo
- Zapasy

Klasyfikacja medalowa
| Miejsce | Kraj               |    |    |    | Razem |
| 1.      | Australia          | 24 | 19 | 22 | 65    |
| 2.      | Anglia             | 15 | 14 | 10 | 39    |
| 3.      | Kanada             | 13 | 16 | 15 | 44    |
| 4.      | Południowa Afryka  | 10 | 10 | 6  | 26    |
| 5.      | Nowa Zelandia      | 5  | 7  | 12 | 24    |
| 6.      | Walia              | 2  | 1  | 0  | 3     |
| 7.      | Cejlon Brytyjski   | 1  | 0  | 0  | 1     |
| 8.      | Szkocja            | 0  | 2  | 3  | 5     |
| 9.      | Gujana Brytyjska   | 0  | 1  | 0  | 1     |
| 10.     | Rodezja Południowa | 0  | 0  | 2  | 2     |